# سبيل حرقفي ظنبوبي
السبيل الحرقفي الظنبوبي أو المسلك الحرقفي الظنبوبي (بالإنجليزية: Iliotibial tract)‏ هو دعامة ليفية طولية للفافة العريضة، حيث إن العضلات المرتبطة بالسبيل الحرقفي الظنبوبي (العضلة الموترة للفافة العريضة وبعض ألياف العضلة الألوية الكبرى) مسؤولة عن الثني والبسط والتبعيد والدوران الإنسي والوحشي كما تساهم في تثبيت الركبة من الجانب الوحشي. أثناء بسط الركبة يتحرك السبيل الحرقفي الظنبوبي للأمام ناحية لقمة الفخذ الوحشية، وعند ثني الركبة بزاوية °30 يتحرك للخلف ناحية لقمة الفخذ الوحشية أيضًا، لكن هناك من يرى أنه لا يتحرك وأن ذلك مجرد وهم بسبب التوتر المتغير في الأليفا الأمامية والخلفية أثناء الحركة. ينشأ السبيل الحرقفي الظنبوبي من الجزء الأمامي الوحشي من الحديبة الحرقفية من الشفة الخارجية للعرف الحرقفي، ويكون مغرسه في اللقمة الوحشية لعظم الظنبوب تحديدًا في حديبة جيردي.
يُمدَّد الجزء الواقع أسفل العضلة الموترة للفافة العريضة من السبيل الحرقفي الظنبوبي لأعلى للارتباط بالمحفظة المفصلية لمفصل الورك. تعمل العضلة الموترة على شد حزم السبيبل الحرقفي الظنبوبي حول الركبة بشكل فعّال مما يسمح بتقوية مفصل الركبة خاصةً عند رفع القدم المقابلة.
تغرس العضلة الألوية الكبرى والعضلة الموترة للفافة العريضة في السبيل الحرقفي الظنبوبي.

## الأهمية السريرية
يعمل السبيل الحرقفي الظنبوبي على تثبيت الركبة عند البسط والثني الجزئي وبالتالي فإن السبيل الحرقفي يظل يعمل أثناء المشي والجري. عندما يميل المرء إلى الأمام بركبة منثنية قليلًا، فإن السبيل هو الدعامة الرئيسية للركبة ضد الجاذبية.
متلازمة السبيل الحرقفي الظنبوبي هي إصابة شائعة في الفخذ مرتبطة عمومًا بالجري، ومن الممكن أن تحدث بسبب ركوب الدراجات أو المشي لمسافات طويلة.